# Hermine Kalustyan
Hermine Agavni Kalustyan (* 1914 in Istanbul, Osmanisches Reich; † 3. September 1989) war eine armenisch-türkische Mathematikerin, Pädagogin und Politikerin. Sie war die erste Frau, die in der Türkei in Mathematik promovierte.

## Leben und Werk
Kalutsyan besuchte das armenische Esasyan-Gymnasium in Istanbul und studierte Mathematik von 1932 bis 1936 an der Ecole Normale Superieure in Paris und dann an der Universität Istanbul. 1941 promovierte sie als erste Frau in der Türkei in Mathematik bei Richard von Mises und William Prager an der Universität Istanbul mit der Dissertation: Représentation conforme et mouvement d'un plan sur un plan.  Sie übersetzte auch ein von der Mathematikerin Hilda Geiringer geschriebenes Analysisbuch für Chemiestudenten auf der Grundlage von Vorlesungsunterlagen, die sie zusammengestellt hatte.
Nach ihrer Promotion im Jahr 1941 unterrichtete sie Mathematik am Galatasaray-Gymnasium in Istanbul und war von 1948 bis 1973 Schulleiterin an der Esayan Armenian High School. Nach dem Militärputsch in der Türkei 1960 war sie 1961 die erste nichtmuslimische Frau der Republik Türkei, die die armenische Minderheit in der Verfassungsversammlung von 1961 vertrat.
1975 veröffentlichte sie ein armenisches Buch und zog nach Frankreich, da die Führung der  Adalet Partisi ihr die Ausübung ihres Berufes als Lehrerin und Schulrektorin nicht mehr gestatten wollten. Kalustyan bezeichnete dies als staatliche Ohrfeige. Sie starb in Frankreich in einem Pflegeheim und wurde auf eigenen Wunsch in Istanbul beerdigt.
Sie sprach Türkisch, Französisch und Englisch sowie Armenisch.